# Childebert de Geadopteerde

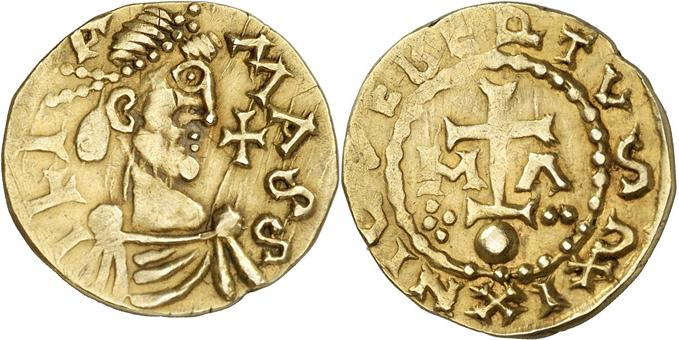
Munt uitgegeven door Childebert de Geadopteerde

Koning Childebert de Geadopteerde of Childebert III was koning van Austrasië van 656 tot 662. Hij behoorde niet tot het huis van de Merovingers, maar was de zoon van hofmeier Grimoald I (Pepiniden).
Grimoald was de zoon van hofmeier Pepijn van Landen. Na de dood van Pepijn in 640 kwam de functie van hofmeier echter niet in handen van Grimoald, maar van zijn tegenstrever Otto. In 643 werd Otto uit de weg geruimd door toedoen van Grimoald, die vervolgens de functie van Austrasisch hofmeier alsnog innam. Hij oefende deze functie uit in dienst van de nog minderjarige Merovingische koning Sigibert III.
Sigibert adopteerde Grimoalds zoon Childebert, nadat Grimoald de jonge koning het leven had gered tijdens een militaire expeditie. Grimoald wilde op deze manier het koningschap reserveren voor zijn zoon. Toen Sigibert in 656 overleed, werd Childebert door Grimoald op de troon gezet. Dagobert, het minderjarige zoontje van Sigibert, werd verbannen naar een klooster in Ierland. Deze staatsgreep door Grimoald werd echter niet geaccepteerd door de Frankische adel en zij riepen de hulp in van Clovis II, de koning van Neustrië. Grimoald werd gevangengenomen, gemarteld en terechtgesteld. Zijn zoon Childebert lijkt echter nog enkele jaren koning van Austrasië te zijn gebleven, tot aan zijn dood in 662.